# Krohnia lepidota
Krohnia lepidota är en ringmaskart som först beskrevs av August David Krohn 1845.  Krohnia lepidota ingår i släktet Krohnia och familjen Alciopidae. Arten har ej påträffats i Sverige. Utöver nominatformen finns också underarten K. l. krohnii.